# 18122 Forestamartin
18122 Forestamartin este un asteroid din centura principală de asteroizi.

## Descriere
18122 Forestamartin este un asteroid din centura principală de asteroizi. A fost descoperit pe 4 iulie 2000 la Stația Anderson Mesa în cadrul programului LONEOS. Asteroidul prezintă o orbită caracterizată de o semiaxă mare de 2,93 ua, o excentricitate de 0,12 și o înclinație de 2,3° în raport cu ecliptica.